# Yale (Dakota del Sur)
Yale es un pueblo ubicado en el condado de Beadle en el estado estadounidense de Dakota del Sur. En el Censo de 2010 tenía una población de 108 habitantes y una densidad poblacional de 285,61 personas por km².

## Geografía
Yale se encuentra ubicado en las coordenadas 44°26′2″N 97°59′19″O / 44.43389, -97.98861. Según la Oficina del Censo de los Estados Unidos, Yale tiene una superficie total de 0.38 km², de la cual 0.38 km² corresponden a tierra firme y (0%) 0 km² es agua.

## Demografía
Según el censo de 2010, había 108 personas residiendo en Yale. La densidad de población era de 285,61 hab./km². De los 108 habitantes, Yale estaba compuesto por el 95.37% blancos, el 0.93% eran afroamericanos, el 0% eran amerindios, el 0% eran asiáticos, el 0% eran isleños del Pacífico, el 0% eran de otras razas y el 3.7% pertenecían a dos o más razas. Del total de la población el 0% eran hispanos o latinos de cualquier raza.